# Алтай-карпыки
Алтай-карпыки (каз. Алтай Қарпық, узб. Altay-Karpıklar) — подрод казахских аргынов и кураминцев.

## Казахские алтай-карпыки
Алтай-карпыки происходят от карлукской ветви тюрков. Прежде населявшие склоны Алтайских гор, они именовались алтайскими карлуками. Часть алтайских карлуков, вошедших в состав казахского народа, стала именоваться алтай-карпыками. Оставшаяся часть по-прежнему населяет Алтайские горы (около 600 тысяч). Казахские алтай-карпыки делятся на родовые группы каратока, сарытока, алтай. Они расселены в окрестностях Бухары и Хивы.
Входят в подразделение аргынов Мейрам-сопы.
Согласно шежире, Алтай и Карпык, были сыновьями Куандыка, потомка Кодан-тайши, общего предка аргынов.
Как полагают М. К. Жабагин и Ж. М. Сабитов, генетическая близость аргынов к народам Иранского нагорья указывает на значительный общий компонент («субстрат»), который мог быть привнесён в генофонд прото-аргынов миграцией с юго-запада от ираноязычных народов или их потомков. Сходство генофондов аргынов с казахами Алтая и монголами говорит о более позднем генетическом компоненте («суперстрате»), привнесённом в генофонд аргынов миграциями тюркоязычных и монголоязычных народов.
При этом по мнению ряда других авторов, первоначальное ядро аргынов восходило к монгольским племенам. М. Т. Тынышпаев полагал, что аргыны восходят к нирун-монгольскому племени арикан. Ч. Ч. Валиханов включал аргынов в число монгольских народов Джагатайской орды. Согласно другой версии, аргыны являются потомками Аргун-ага, ойратского наместника, служившего в Ильханате Хулагу. Согласно К. Этвуду, аргыны (аргуны) происходят от завоёванных степных народов Монгольского плато, подчинённых монголами и приведённых на запад монгольским завоеванием. По его мнению, аргыны (аргуны) представляли собой онгутский клан.

### Алтай
Подразделяется на: алсай, от первой жены Аккоян; нурбай от второй жены Каусен (в некоторых шежире — нурым);  алке, байдалы и сайдалы, от третьей жены Токкоян, сестры Аккоян; мойын и кенжегара от Айбике (по другой версии жагалбайлинки Ырысты).

### Карпык
Проживают в трёх областях: Акмолинской (В Целиноградском, Кургальджинском, Бурабайском районах), Карагандинской и Улытауской.

## Кураминские алтай-карпыки
Делятся на алтай, сарытока и каратока.

## Известные личности
- Кайрат Байбосын — советский и казахский певец и настоящий пропагандист народной песни, музыкальный педагог, профессор.
- Ильяс Есенберлин — известный казахский писатель, исторический романист, этнограф. Лауреат Государственной премии Казахской ССР (1968), участник Великой Отечественной войны. Автор легендарной трилогии «Кочевники», «Золотая Орда», «Лодка переплывающая океан». Род Алтай.
- Жумабек Ташенов — советский государственный и партийный деятель, член ЦК КП Казахстана, Председатель Совета Министров Казахской ССР, кандидат экономических наук. Род Алтай.
- Жарылкасын Бикенович — советский и казахстанский бухгалтер, единственный бухгалтер Казахстана, удостоенный почётного звания «Заслуженный деятель Казахстана».
- Хамит Турспеков — почётный железнодорожник Республики Казахстан. Начальник станции Анар.
- Хамида Турспеков — ветеран Великой Отечественной войны. Адъютант маршала и министра СССР Р. Я. Малиновского.
- Нуржан Альтаев — казахстанский государственный деятель. Экс-депутат Мажилиса Парламента Республики Казахстан VI созыва.